# Rockwood (Tennessee)
Pour les articles homonymes, voir Rockwood.
Rockwood est une localité du Comté de Roane au Tennessee.
La population était de 5 562 habitants en 2010.